# Cotiporã
Cotiporã là một đô thị thuộc bang Rio Grande do Sul, Brasil. Đô thị này có diện tích 183,3 km², dân số năm 2007 là 4577 người, mật độ 24,97 người/km².